# 홍정기
홍정기(洪正基, 1957년 ~ 2014년 4월 10일, 충남 서천)은 대한민국의 전직 감사원 공무원이다.

## 학력
- 서울대학교 법학 학사
- 서울대학교 대학원 행정학 석사

## 경력
- 2012.11 감사원 감사위원
- 2011.07 ~ 2012.11 감사원 사무총장
- 2011.04 ~ 2011.07감사원 제2사무차장
- 2009.12 ~ 2011.04감사원 기획관리실 실장
- 2009.01 ~ 2009.12감사원 산업금융감사과 과장
- 2007.12 ~ 2009.01감사원 산업환경감사국 국장
- 2006.12 ~ 2007.12감사원 이사관
- 감사원 원장비서실 비서실장
- 2004.12 감사원 감사기획심의관
- ~ 2004.12 감사원 재정금융감사국 총괄과 과장
- 2003.12 감사원 사회복지1과 과장
- 감사원 부이사관
- 2000.04 ~ 2003.12감사원 과장
- 1995.06 ~ 2000.04 감사원 감사관
- 1992.06 ~ 1995.06 감사원 부감사관
- 1985.08 ~ 1990.03 감사원 부감사관
- 1982.03 ~ 1985.08 총무처
- 1980.12 제24회 행정고시 합격

| 전임 김용우 | 제39대 감사원 제2사무차장 2011년 4월 4일 ~ 2011년 7월 21일 | 후임 김정하 |

| 전임 정창영 | 제28대 감사원 사무총장 2011년 7월 21일 ~ 2012년 11월 7일 | 후임 김정하 |